# Rhinocerophis jonathani
Rhinocerophis jonathani là một loài rắn trong họ Rắn lục. Loài này được Harvey miêu tả khoa học đầu tiên năm 1994.